# Sunraysia Highway

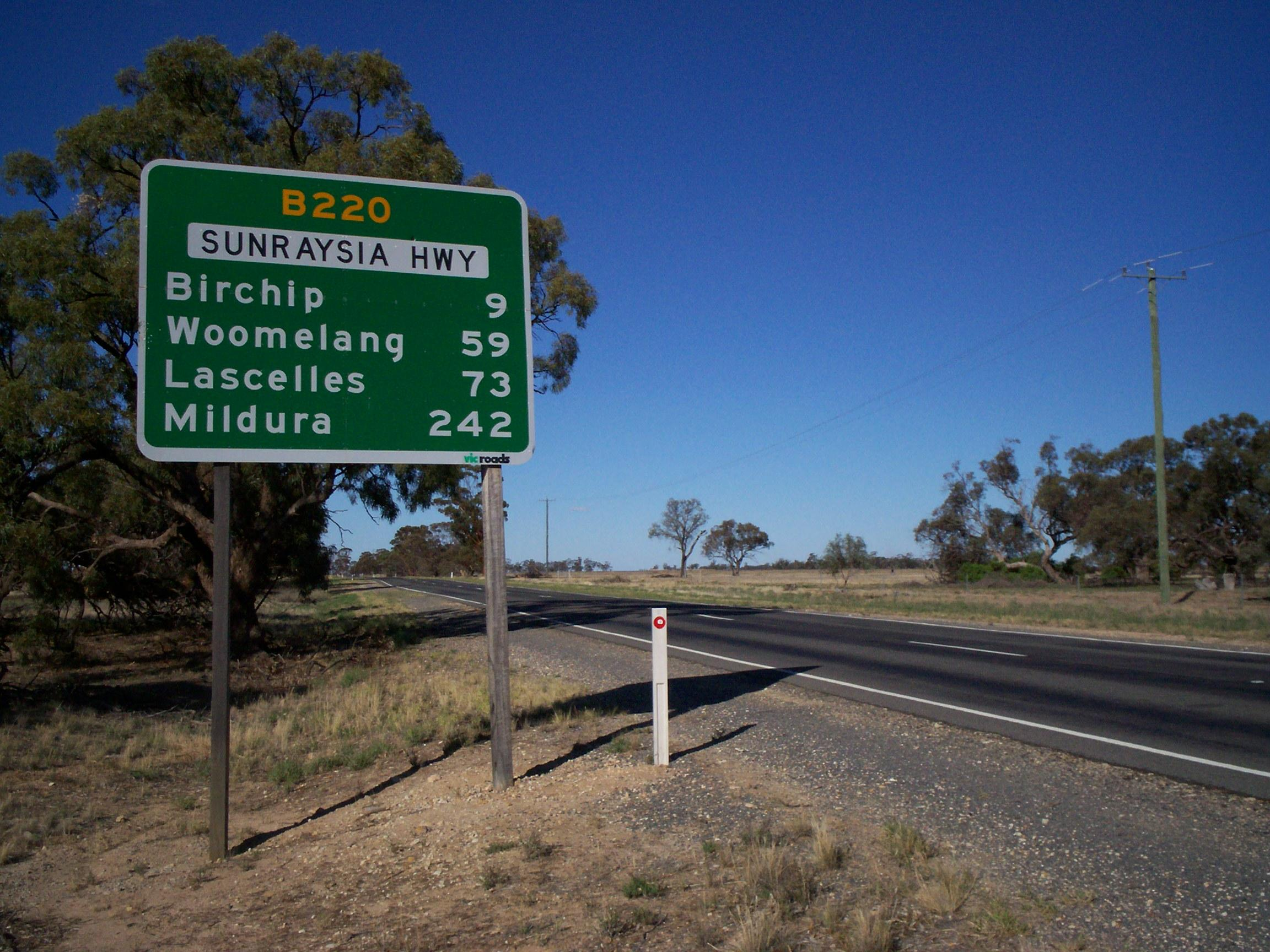
La Sunraysia Highway, à la sortie de Birchip.

La Sunraysia Highway () est un important axe routier long de 344 kilomètres orienté nord-sud dans l'ouest du Victoria en Australie. La route va de la Western Highway près de Ballarat à la Calder Highway près d'Ouyen.
La Sunraysia Highway est parallèle à la Calder Highway, la principale route entre Melbourne et Mildura offrant un itinéraire alternatif passant par Ballarat. La route était connue comme la North-Western Highway jusqu'aux années 1960, lorsque le nom actuel a été adopté.
Elle dessert un certain nombre de secteurs économiques importants de la région tels que l'agriculture, la viticulture, la transformation des aliments, la vinification et le tourisme. Elle constitue un lien important pour ces industries vers les marchés et les ports dans le sud du Victoria et en Australie-Méridionale.
C'est une route à deux voies à double sens avec des bas-côtés non stabilisés et absence de voies de dépassement le long de la route aussi elle est classée comme « route B » sur toute sa longueur.
Sur son parcours, elle traverse les villes de:
- Learmonth (en)
- Avoca
- St Arnaud
- Donald
- Birchip
- Woomelang
- Ouyen

## Galerie

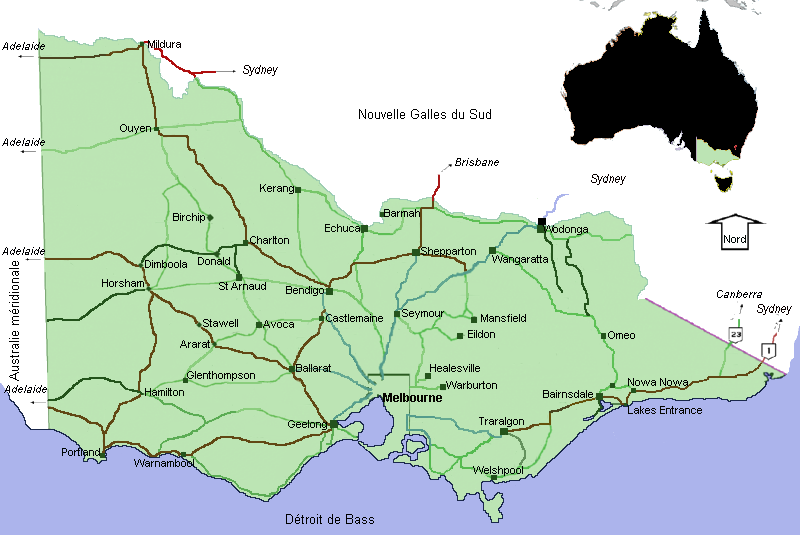
Carte de l'État de Victoria (Australie)